# Четвърти конен полк
Четвърти конен полк (4-ти конен на Н.Ц.В. Борис, Княз Търновски полк) е български кавалерийски полк, формиран през 1889 година и взел участие в Балканската (1912 – 1913), Първата световна война (1915 – 1918) и Втората световна война (1941 – 1945).

## Формиране
Четвърти конен полк е формиран указ №9 от 1 февруари 1889 година от състава на 1-ви, 2-ри и 3-ти конни полкове, състои се от четири ескадрона и влиза в състава на 2-ра конна бригада. От 27 април 1889 година е на постоянен гарнизон в Ямбол.

## Първа световна война (1915 – 1918)
По време на Първата световна война (1915 – 1918) полкът е в състава на 2-ра конна бригада от конната дивизия на 2-ра армия.
При намесата на България във войната полкът разполага със следния числен състав, добитък, обоз и въоръжение:
| Числен състав                                       | Добитък   | Обоз                                                   | Въоръжение                                    |
| --------------------------------------------------- | --------- | ------------------------------------------------------ | --------------------------------------------- |
| Офицери: 24 Чиновници: 1 Подофицери и войници: 1036 | Коне: 984 | Обикновени коли: 50 Товарни коли: 69 Специални коли: 2 | Пушки и карабини: 625 Картечници: 4 Саби: 692 |

Съгласно указ №96 от 19 декември 1920 година и в изпълнение на клаузите на Ньойския мирен договор полкът е реорганизиран в 4-ти жандармерийски конен полк. През 1922 година полкът е реорганизиран в 4-та жандармерийска конна група. През 1923 година конната група взема участие в обезоръжаването на населението от Ямболска околия след деветоюнските събития и в потушаване на Септемврийското въстание същата година в района на Нова Загора. През 1928 година конната група обратно е реорганизрана в 4-ти конен полк.

## Втора световна война (1941 – 1945)
Полкът участва в първия период на Втората световна война (1941 – 1945) в състава на 4-та конна бригада от 2-ра конна дивизия. През 1943 година е на Прикриващия фронт. На 14 септември за командир на полка е назначен полковник Тодор Семов, а на 14 октомври 1944 година е придаден към Бронираната бригада за успешно преследване на противника от Ниш към Прокупле. След това е придаден към 6-а пехотна дивизия в чийто състав взема участие в Косовската операция. Преследва противника към Куршумлия, Добриновец, Алексинац и достига до връх Остро купле, Копаоник планина. На 23 ноември 1944 година влиза в Митровица, където с 35 убити завършва бойният му път. На 4 декември 1944 година се завръща в Ямбол и е демобилизиран.
Когато полкът отсъства от мирновременния си гарнизон, на негово място се формира 4-ти допълващ ескадрон.
С указ № 6 от 5 март 1946 г. издаден на базата на доклад на Министъра на войната № 32 от 18 февруари 1946 г. е одобрена промяната на наименованието на полка от 4-ти конен на Н.В. полк на 4-ти конен полк.

## Наименования
През годините полкът носи различни имена според претърпените реорганизации:
- Четвърти конен полк (1 февруари 1889 – 19 декември 1920)
- Четвърти жандармерийски конен полк (19 декември 1920 – 1922)
- Четвърта жандармерийска конна група (1922 – 20 декември 1927)
- Четвърти конен полк (от 20 декември 1927 г.)
- Четвърти конен на Н.В. полк (до 5 март 1946)
- Четвърти конен полк (от 5 март 1946 г.)

## Командири
Званията са към датата на заемане на длъжността.
| №   | звание       | име                 | дати                            |
| --- | ------------ | ------------------- | ------------------------------- |
| 1.  | Майор        | Велко Кърджиев      | от 1 февруари 1889              |
| 2.  | Майор        | Никола Иванов       | 8 февруари 1890 – февруари 1891 |
| 3.  | Майор        | Петър Салабашев     | от 14 февруари 1891             |
| 4.  | Подполковник | Наум Никушев        | от 21 септември 1895            |
| 5.  | Полковник    | Стефан Голубарев    | от 23 януари 1898               |
| 6.  | Подполковник | Михаил Стоилов      | 18 март 1899 – 12 януари 1904   |
| 7.  | Подполковник | Петър Митров        | 10 януари 1904 – 20 януари 1906 |
| 8.  | Подполковник | Иван Стойков        | 20 януари 1906 – 24 януари 1907 |
| 9.  | Подполковник | Павел Мачев         | 24 януари 1907 – 1914           |
| 10. | Полковник    | Мирон Тошков        | от 22 септември 1914            |
| 11. | Полковник    | Йордан Наумов       | от 11 септември 1915            |
| 12. | Подполковник | Йордан Венедиков    | 22 ноември 1915 – 16 март 1917  |
| 13. | Подполковник | Славейко Василев    | от 14 април 1917                |
| 14. | Подполковник | Светослав Акрабов   | от 30 април 1920                |
| 15. | Подполковник | Калчо Калчев        | от 23 декември 1920             |
| 16. | Подполковник | Иван Бошнаков       | от 24 март 1922                 |
| 17. | Подполковник | Калчо Калчев        | 25 април 1923 – 1928            |
| 18. | Подполковник | Николай Куюмджиев   | 1928 – 1929                     |
| 19. | Полковник    | Александър Полянов  | от юни 1929 – 1931              |
| 20. | Полковник    | Александър Несторов | 1931 – 1932                     |
| 21. | Майор        | Асен Велков         | 1932 – 1934                     |
|     | Подполковник | Радослав Кирилов    | 1936 – 1936                     |
|     | Подполковник | Георги Хайверов     | 1938 – 1943                     |
|     | Полковник    | Тодор Семов         | 14 септември 1944               |
|     | Полковник    | Тодор Азманов       | от 1946                         |